# Bessé
För andra betydelser, se Besse.
Bessé är en kommun i departementet Charente i regionen Nouvelle-Aquitaine i västra Frankrike. Kommunen ligger  i kantonen Aigre som ligger i arrondissementet Confolens. År 2022 hade Bessé 113 invånare.

## Befolkningsutveckling
Antalet invånare i kommunen Bessé
Referens:INSEE